# Koppal (Rural), Koppal
Koppal (Rural) là một làng thuộc tehsil Koppal, huyện Koppal, bang Karnataka, Ấn Độ.